# Johannesweg
Der Johannesweg ist ein regionaler Wander- und Pilgerweg im unteren Mühlviertel. Der 84 Kilometer lange Rundwanderweg führt durch sieben Gemeinden des Bezirks Freistadt (Pierbach, Schönau im Mühlkreis, St. Leonhard bei Freistadt, Weitersfelden, Kaltenberg, Unterweißenbach und Königswiesen).

## Geschichte
Der Wanderweg wurde vom Linzer Arzt Johannes Neuhofer initiiert und die Wegstrecke von der Mitarbeiterin des Tourismusverbandes Mühlviertler Alm Elisabeth Hackl-Winkler erstmals in Form einer Lilie konzeptioniert.
Bei der Gestaltung der Stationen wurde der Theologe Ferdinand Kaineder, Leiter des Medienbüros der Ordensgemeinschaften Österreich, intensiv miteinbezogen. Die praktische Umsetzung erfolgte durch die Mühlviertler Alm gemeinsam mit den Tourismusforen der Gemeinden.
Seit der Eröffnung am 24. Juni 2012 wird dieser spirituelle Rundwanderweg von der Mühlviertler Alm ständig weiterentwickelt und dabei besonders versucht, das Erlebnis Johannesweg für alle Wanderer noch intensiver zu gestalten.

## Beschreibung

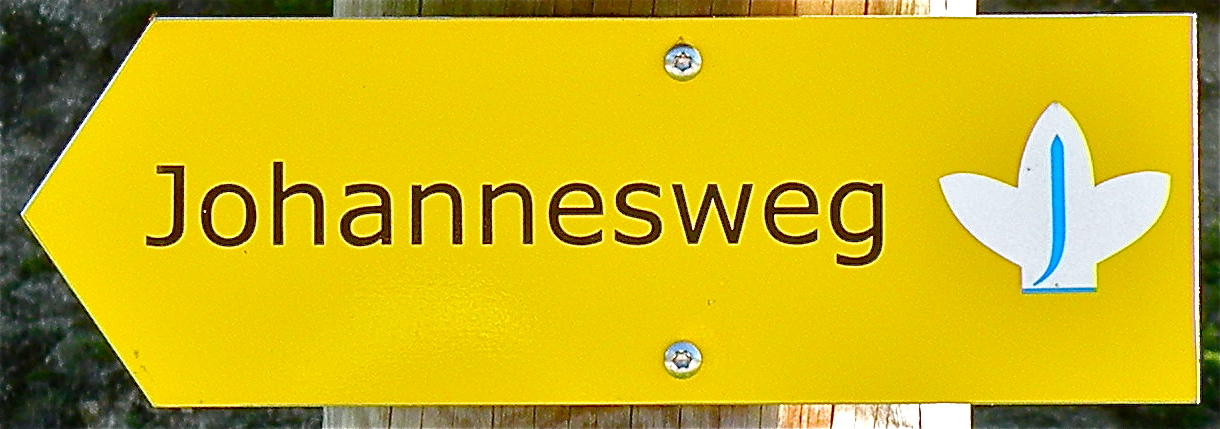
Johanneswegtafel mit dem Umriss einer Lilie als Logo

Der Johannesweg ist als Meditationsweg konzipiert, in seinem Verlauf den Umrissen einer Lilie nachempfunden und mit 12 Meditationsorten zu Textstellen aus dem Johannesevangelium ausgestattet. Der Johannesweg gehört zum Wanderwegenetz der Mühlviertler Alm. Die durchgehend beschilderte Route führt auf bestehenden lokalen und überregionalen Wander- und Reitwegen.
Zu den höchsten Punkten auf der Route des Johannesweges zählen der Herrgottsitz (855 m) auf dem Steinernen Berg (höchste Erhebung von Schönau im Mühlkreis), der Herzogreither Berg (811 m), der Haiderberg (mit 907 m der höchste Berg von St. Leonhard bei Freistadt), der Kammererberg (980 m), der Wegererstein (mit 834 m die höchste Erhebung Unterweißenbachs) und das Gipfelkreuz in Königswiesen (920 m).
Auf dem Johannesweg befinden sich die denkmalgeschützten Pfarrkirchen der anliegenden Pfarrorte:
- Pfarrkirche hl. Quirin in Pierbach
- Pfarrkirche hl. Jakob der Ältere in Schönau im Mühlkreis
- Pfarrkirche hl. Leonhard in St. Leonhard bei Freistadt
- Pfarrkirche hl. Ulrich in Weitersfelden
- Wallfahrtskirche Mariä Heimsuchung in Kaltenberg
- Pfarrkirche hl. Nikolaus in Unterweißenbach und
- Pfarrkirche Mariä Himmelfahrt in Königswiesen

Ebenfalls unter Denkmalschutz stehen die entlang des Johanneswegs gelegenen Burgruinen Prandegg und Ruttenstein.
Der Johannesweg berührt bzw. führt entlang der Flussläufe von Großer und Kleiner Naarn, Waldaist, Schwarzer Aist und Weißer Aist sowie deren Zuflüsse. Die Flusstäler zählen teilweise zum Europaschutzgebiet bzw. FFH-Gebiet Waldaist-Naarn.
Am Weg befinden sich hübsche Bauten im Steinbloßstil, einige Pechölsteine und verschiedene denkmalgeschützte Kleindenkmäler wie der verzierte Steinpranger von Weitersfelden (Listeneintrag).